# پالرمو (داکوتای شمالی)
پالرمو(به انگلیسی: Palermo) شهری در ایالت داکوتای شمالی کشور ایالات متحده آمریکا است که جمعیت آن در سرشماری سال ۲۰۱۰ میلادی، ۷۴ نفر بوده‌است.